# Arpenteuse
Taxons concernés
La famille des Geometridae, et plus particulièrement certaines espèces des genres :
- Caripeta
- Chrysodeixis
- Cladara
- Ectropis
- Epirrita
- Eupithecia
- Itame
- Lambdina
- Macaria
- Nepytia
- Operophtera
- Trichoplusiamodifier

On appelle arpenteuses ou chenilles arpenteuses les chenilles des lépidoptères de la famille des Geometridae.

## Origine du nom
La locomotion des chenilles de Geometridae est caractéristique en raison de l'absence de pattes membraneuses abdominales dans la partie médiane du corps : elles fixent leurs vraies pattes thoraciques antérieures sur un support, puis, en amenant leurs deux paires de fausses pattes membraneuses postérieures près des pattes antérieures, courbent leur corps en arc de cercle. Elles ont ainsi l'air de mesurer le terrain qu'elles parcourent, d'où leur nom vernaculaire de « chenille arpenteuse », qui fait référence au géomètre qui déplaçait sa chaîne d'arpenteur pour mesurer une distance au sol. Le nom scientifique de la famille des Geometridae et le nom français de « géomètres » découle aussi de ce sens.
Certains Noctuidae ont des chenilles demi-arpenteuses dans le jeune âge et qui ne reprennent leurs deux premières paires de pattes abdominales qu'à la troisième mue. Les fausses arpenteuses dans cette famille gardent par contre ces fausses pattes non fonctionnelles.

## Mimétisme cryptique
Si on secoue légèrement le rameau sur lequel sont fixées ces chenilles ou si elles sont menacées par un prédateur, elles s'immobilisent en se dressant sur leurs pattes postérieures et raidissent leur corps pour le diriger obliquement par rapport au rameau. Ce camouflage est renforcé des caractéristiques morphologiques (corps souvent orné de saillies qui miment des accidents de l'écorce ou des bourgeons, tête aplatie avec le vertex échancré qui simule un rameau tronqué ou pas encore développé).

## Liste de noms vulgaires

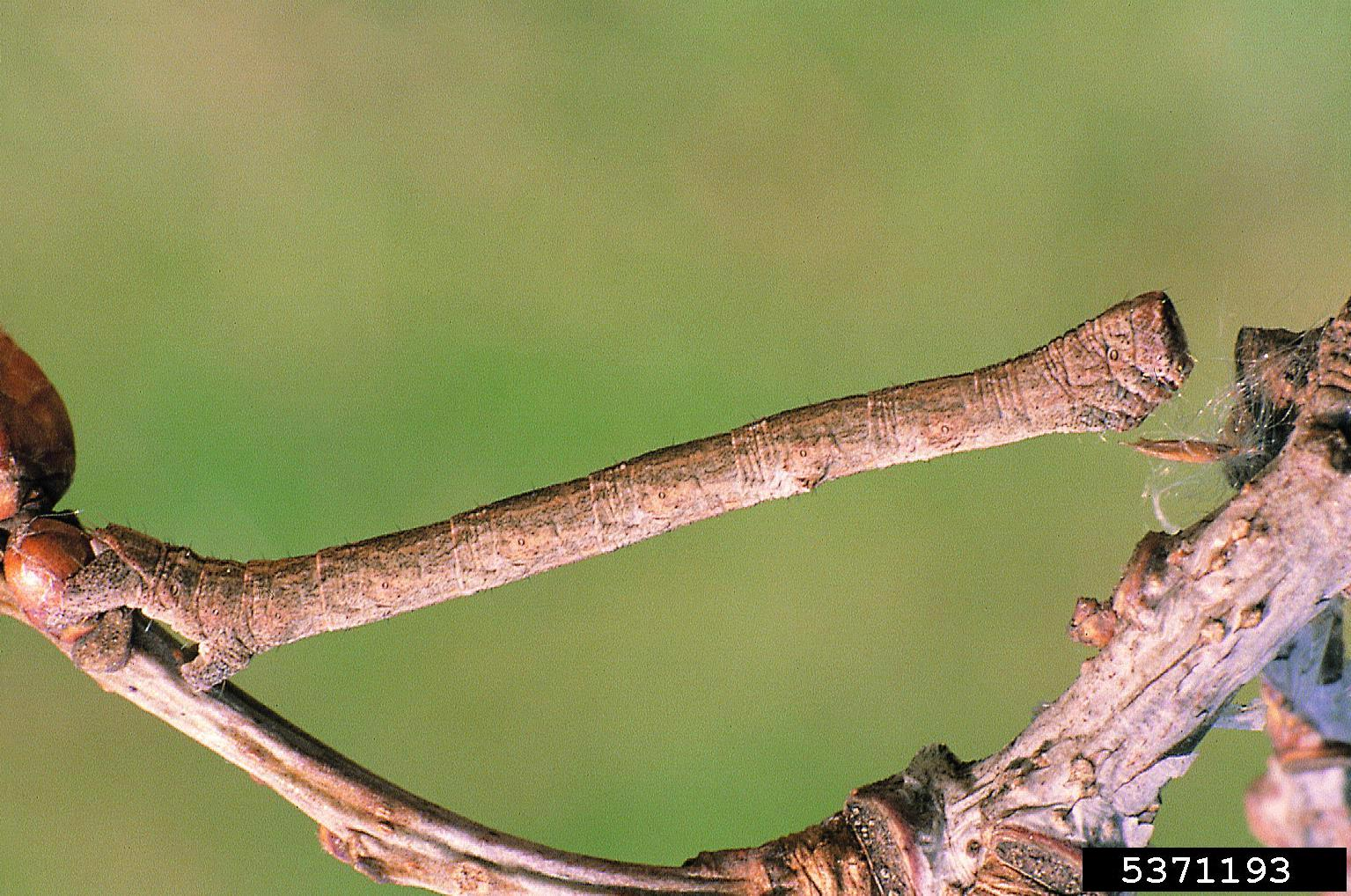
Chez la chenille de la Boarmie rhomboïdale, le cryptisme est favorisé par son raidissement.

Le nom d'Arpenteuse intervient explicitement dans le nom vulgaire français de certaines espèces :
- Fausse-arpenteuse du chou (Trichoplusia ni, papillon nommé Plusie ni)
- Arpenteuse de l'airelle (Itame argillacearia)
- Arpenteuse bossue de la pruche (Ectropis crepuscularia)
- Arpenteuse de Freeman (Nepytia freemani)
- Arpenteuse grise de l'épinette (Caripeta divisata)
- Arpenteuse occidentale du chêne (Lambdina fiscellaria somniaria)
- Arpenteuse rayée des forêts (Epirrita pulchraria)
- Arpenteuse verte de la pruche (Nepytia phantasmaria)
- Arpenteuse verte du mélèze (Macaria sexmaculata)
- Arpenteuse verte du sapin (Cladara limitaria)
- Arpenteuse tardive (Operophtera brumata, papillon nommé Phalène brumeuse)
- Arpenteuse verte veloutée (Epirrita autumnata)
- Petite arpenteuse du pin (Eupithecia palpata)
- Arpenteuse d'automne (Alsophila pometaria)
- Arpenteuse de la pruche (Lambdina fiscellaria)
- Arpenteuse de Bruce (Operophtera bruceata)
- Arpenteuse du soja (Chrysodeixis includens)